# SEA-ME-WE 3
SEA-ME-WE 3 of Zuidoost-Azië - Midden-Oosten - West-Europa 3 (Engels : South-East Asia - Middle East - Western Europe 3) is een optische onderzeekabel voor telecommunicatie die Zuidoost-Azië, het  Midden-Oosten en West-Europa met elkaar verbindt. Deze verbinding is met zijn 39000 kilometer de langste in de wereld. De aanleg werd voltooid in 2000 en in maart van dat jaar in gebruik genomen. De beheerder is de Indiase firma Tata Communications en financiering gebeurde samen met 92 andere investeerders uit de telecomindustrie.
De kabel maakt gebruik van Golflengtemultiplexing (Engels: Wavelength Division Multiplexing, afgekort WDM) met Synchrone Digitale Hiërarchie (SDH) om de capaciteit te verhogen en de kwaliteit van het signaal te verbeteren.
Volgens de website van de beheerder is de capaciteit verschillende keren vergroot. De kabel heeft twee glasvezelparen dat ieder (sinds mei 2007) 48 golflengten van elk 10 Gbit/s draagt.

## Landaansluitingen (landing points)
Er zijn 39 landing points in:
1. Norden, Duitsland
2. Oostende, België
3. Goonhilly, Engeland
4. Penmarch, Frankrijk
5. Sesimbra, Portugal
6. Tétouan, Marokko
7. Mazara del Vallo, Italië
8. Chania, Griekenland
9. Marmaris, Turkije
10. Yeroskipou, Cyprus
11. Alexandrië, Egypte
12. Suez, Egypte
13. Jeddah, Saoedi-Arabië
14. Djibouti, Djibouti
15. Muscat, Oman

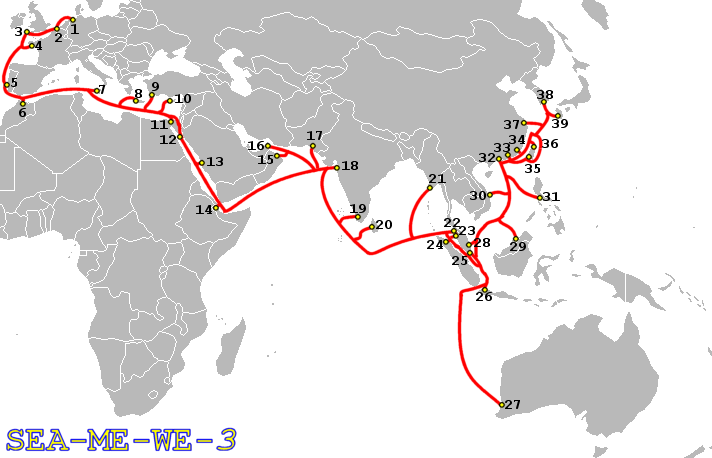
De route (in rood) en landaansluitingen (in zwart genummerd)

16. Fujairah, Verenigde Arabische Emiraten
17. Karachi, Pakistan
18. Mumbai, India
19. Kochi, India
20. Mount Lavinia, Sri Lanka
21. Pyapon, Myanmar
22. Satun, Thailand
23. Penang, Maleisië (Waar het samenkomt met de SAFE en de FLAG kabels.)
24. Medan, Indonesië
25. Tuas, Singapore
26. Jakarta, Indonesië
27. Perth, Australië
28. Mersing, Maleisië
29. Tungku, Brunei
30. Đà Nẵng, Vietnam
31. Batangas, Filipijnen
32. Taipa, Macau
33. Deep Water Bay, Hong Kong
34. Shantou, China
35. Fangshan, Taiwan
36. Toucheng, Taiwan
37. Shanghai, China
38. Keoje, Zuid-Korea
39. Okinawa, Japan

## Storingen
In juli 2005 raakte een deel van de SEA-ME-WE 3 onderzeese kabel 35 km ten zuiden van Karachi, Pakistan defect. Door dit defect werd bijna alle communicatie met de rest van de wereld verstoord, ongeveer 10 miljoen Pakistani hadden hier last van.
Op 26 december 2006 was het signaal verbroken waardoor veel internetverkeer van en naar het verre oosten werd verstoord. De vermoedelijke oorzaak was een aardbeving met magnitude 7.1 voor de kust van Taiwan. Verwacht werd dat de reparatie ongeveer 3 weken zou duren.
Op 30 januari 2008 heeft vermoedelijk een anker van een schip voor de kust van de Egyptische stad Alexandrië de kabel van het nieuwere SEA-ME-WE 4, die als back-up is aangelegd, doorgesneden. Hierdoor werd de capaciteit van het internet verlaagd en internationale telefoongesprekken naar Europa en de V.S. vanuit het Midden-Oosten en Zuid-Azië werden verstoord . In Egypte was meer dan 70 procent van het netwerk uitgevallen. Hoewel ook India getroffen werd was, volgens een woordvoerder van de grootste internetprovider van dat land Bharat Sanchar Nigam Limited, maar 10 tot 15 procent van de internationale verbindingen problematisch..
Op 19 december 2008 werd het signaal gelijktijdig met dat van de SEA-ME-WE 4, de FLAG FEA-kabel en de GO-1-kabel verbroken.